# Labros
Labros es una localidad española del municipio de Tartanedo, perteneciente a la provincia de Guadalajara, en la comunidad autónoma de Castilla-La Mancha.

## Símbolos

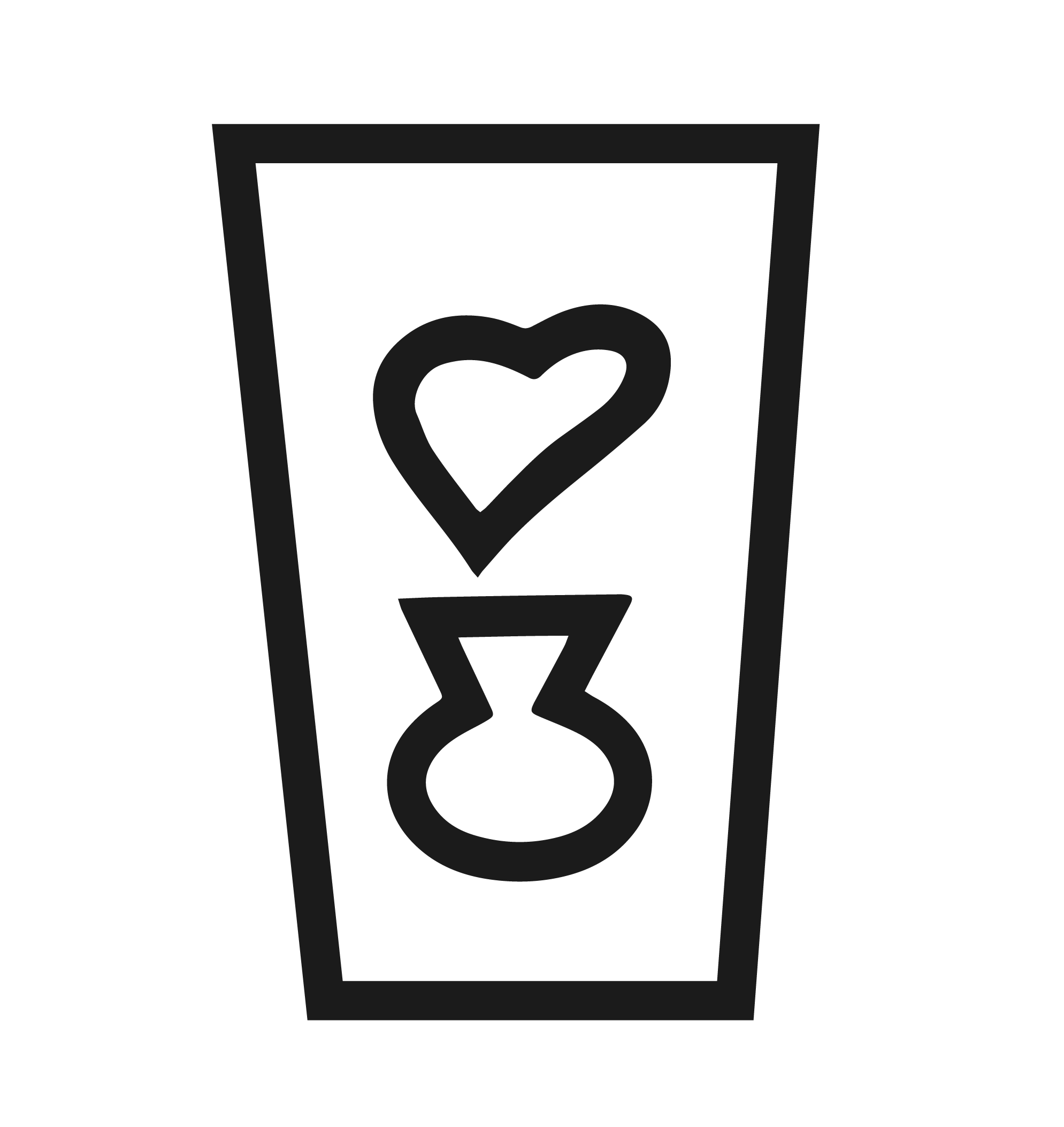
Escudo encontrado en el pósito de Labros.

En el antiguo pósito de Labros apareció un escudo que remite a leyendas sobre su origen en 1778. El rey Carlos III hizo construir pósitos en los pueblos labradores de España, como Labros. En el símbolo aparecen un corazón y una bolsa que, según la leyenda, representarían la generosidad (corazón) y la riqueza (bolsa) de Carlos III.

## Clima
El clima de la zona es mediterráneo continentalizado, con inviernos muy fríos con fuertes heladas y veranos templados.

## Orografía
Labros se encuentra en la falda meridional de un empinado cerro, seco en verano.

## Flora
Se cultiva cereal. A la espalda y costados del cerro hay sabinares. En el siglo XIX se mencionan los «buenos montes poblados de encinas, roble, chaparro y otras leñas» existentes en el término.

## Historia
Hacia mediados del siglo XIX, el lugar, por entonces con ayuntamiento propio, tenía contabilizada una población de 120 habitantes. La localidad aparece descrita en el décimo volumen del Diccionario geográfico-estadístico-histórico de España y sus posesiones de Ultramar de Pascual Madoz de la siguiente manera:

LABROS: l. con ayunt. en la prov. de Guadalajara (21 leg.), part. jud. de Molina (4), aud. terr. de Madrid (31), c. g. de Castilla la Nueva, dióc. de Sigüenza (13): sit. á la falda de un cerro y combatido de los vientos N., E. y S.; su clima es frio, pero sano; tiene 52 casas; la de ayunt. con 2 buenos graneros; escuela de instruccion primaria frecuentada por 29 alumnos, á cargo de un maestro dotado con 25 fan. de centeno; varias fuentes de buenas aguas de que se surte el vecindario para beber y demas usos domésticos; una ermita (Ntra. Sra. del Regazo) y una igl. parr. (Santiago Apóstol), servida por un cura y un sacristan. térm.: confina N. Villel y Amayas; E. Concha; S. Hinojosa y Milmarcos, y O. Anchuela; dentro de él se encuentran diferentes manantiales y el desp. de Monchel: el terreno es pedregoso de inferior calidad; comprende en todas direcciones, escepto por el S., buenos montes poblados de encinas, roble, chaparro y otras leñas. caminos: los locales y en regular estado. correo: se recibe y despacha en la adm. de Molina, por un balijero, sale los sábados y vuelve los domingos. prod.: trigo, centeno, cebada, avena, lentejas, guisantes y yeros; se cria ganado lanar y las caballerias necesarias para la agricultura; caza de conejos, algunas liebres, perdices y tordos. ind: la agrícola. comercio: esportacion de frutos sobrantes, algun ganado y lana, é importacion de los art. de consumo que faltan. pobl.: 40 vec., 120 alm. cap. prod.: 1.086,000 rs. imp.: 54,300. contr.: 2,810. presupuesto municipal: 2,000 rs., se cubre con los fondos de propios y arbitrios y reparto vecinal.
(Madoz, 1847, p. 13)

El municipio de Labros desapareció en 1973, al ser incorporado, junto a los de Amayas y Concha, al término municipal de Tartanedo.

## Demografía
| Gráfica de evolución demográfica de Labros entre 1842 y 1970 |
| |
| Población de derecho según los censos de población del INE Población de hecho según los censos de población del INEEntre el censo de 1981 y el anterior, este municipio desaparece porque se integra en el municipio Tartanedo |

## Monumentos
- Iglesia de Santiago Apóstol,[3] construida en el siglo XII en estilo románico y reformada en el siglo XVI, donde destaca la ornamentación de los capiteles.[7] Se encontraba en ruinas por el abandono[8] hasta que fue reconstruida en 2005.[9]
- Ermita de la Virgen del Regazo[3] (o de la Virgen de las Angustias), en la parte baja de la localidad.

## Pairones
Labros es el segundo pueblo de los 88 del Señorío de Molina que conserva más pairones: seis, igual que Milmarcos.
- San Isidro, junto a la ermita.
- Santa Bárbara, al lado del empalme, junto a la carretera de Anchuela del Campo.
- San Juan, junto a la Laguna, camino de Labros a Tartanedo y de Hinojosa a Anchuela.
- Virgen de Jaraba o pairón del Espolón, en el cruce de los caminos de Labros a Jaraba y de Amayas a Milmarcos (senda de la Virgen).
- De las Aleguillas, de Labros a la zona norte de Pozuelo, cerca de la Balsa Grande.
- De palo, en Carramilmarcos.

## Fiestas
El patrón, San Isidro Labrador, se festeja el 15 de mayo y las fiestas populares de verano se celebran la tercera semana de agosto.